# Nekomimi
 (septembre 2014).
- Si vous ne connaissez pas le sujet, laissez ce bandeau (vous pouvez alors contacter les auteurs).
- Si vous supprimez le contenu mis en cause (vous pouvez préalablement contacter les auteurs),

argumentez précisément cette suppression dans la page de discussion
(un manque de référence n'est pas un argument ; une recherche réelle de référence doit avoir été effectuée, être formellement documentée).
 (septembre 2014).
Si vous disposez d'ouvrages ou d'articles de référence ou si vous connaissez des sites web de qualité traitant du thème abordé ici, merci de compléter l'article en donnant les références utiles à sa vérifiabilité et en les liant à la section « Notes et références ».

Représentation nekomimi de Wikipe-tan.

Une nekomimi (猫耳, « oreilles de chat ») est, dans les manga, anime et jeux vidéo, un personnage généralement féminin doté d'oreilles de chat et souvent également d'une queue, voire d'autres attributs félins comme des griffes. Elle peut également être appelée nekomusume ou plus familièrement nekoko (猫娘, « fille-chat »).

## Aspect
Une nekomimi possède des oreilles et une queue de chat ; ceux-ci peuvent soit être permanents, soit apparaître pour marquer l'excitation du personnage, de manière analogue à la transformation en super déformé. Les oreilles sont généralement d'une couleur différente de celle des cheveux. De la même manière, une nekomimi peut avoir des yeux ou une bouche de chat, permanents ou temporaires ; la bouche de chat peut symboliser des pensées ou des commentaires malicieux de la part du personnage.
Elle porte parfois des gants ou des chaussons trop grands qui ressemblent à des pattes de chat. Elle peut également porter certains accessoires comme un collier à grelot autour du cou.
Une nekomimi adopte souvent un comportement rappelant celui d'un chat : elle peut typiquement lever la patte à la manière d'un maneki-neko, se lécher la patte ou se la passer derrière l'oreille. Certaines nekomimi ponctuent leurs phrases des sons nya ou meow qui représentent les onomatopées du miaulement du chat en japonais.
Même si les nekomimi sont majoritairement des personnages féminins, il n'est pas rare de trouver des personnages masculins ayant les mêmes caractéristiques.

## Critiques
Les critiques, comme Hiroki Azuma,  associent souvent le genre avec le fétichisme des fans masculins de manga et d'anime, voire leurs déshumanisations des femmes et filles. 

## Parutions
Les nekomimi paraissent souvent en dehors des anime, mangas, et jeux vidéo. Ces exemples incluent Catwoman des séries Batman (datant depuis les années 1940), Josie et les Pussycats durant le début des années 1970, et les personnages de la comédie musicale Cats. D'autres nekomimi un peu moins humanoïdes incluent des personnages dans les séries Cosmocats, The Elder Scrolls.

## Exemples de personnagesnekomimi
- Chocola, Vanilla, Coconut, Azuki, Maple, Cinnamon et Cacao dans Nekopara
- Elis dans Asobi ni iku yo
- Felicia dans Darkstalkers
- Ichigo Momomiya dans Tôkyô mew mew
- Merle dans Vision d'Escaflowne
- Ritsuka dans Loveless
- Mao dans Shining Tears
- Shizuka Nekonome dans Rosario + Vampire
- Hazuki dans Tsukuyomi - Moon Phase
- Ikuto Tsukiyomi dans Shugo Chara!
- Schrödinger dans Hellsing
- Azusa Nakano (surnommée affectueusement Azu-nyan par Yui) dans K-ON!
- Toralei dans Monster High (elle se dit chat-garous)
- Nozomi Kiriya dans Mayoi Neko Overrun!
- Blair dans Soul Eater
- Tamaki Kotatsu dans Fire Force
- Neko dans K
- Bastet (et sochoup) dans SMITE
- Xiao dans Dark Cloud
- Millianna dans Fairy Tail
- Koneko Toujou et Kuroka Toujou dans Highschool dxd
- Nia dans Xenoblade Chronicles 2
- Black Hanekawa dans Monogatari (série)
- Rumiho Akiha (surnommé Faris NyanNyan) dans Steins;Gate
- Tomoe dans Kamisama Hajimemashita
- Panther (de son vrai nom Ann Takamaki) dans Persona 5
- Rachel Florencia dans Coffee Talk